# Baxter (Minnesota)
Baxter – miasto w Stanach Zjednoczonych, w stanie Minnesota, w hrabstwie Crow Wing.